# Стефан Стефанов (политик)
Вижте пояснителната страница за други личности с името Стефан Стефанов.
Стефан Янакиев Стефанов е български политик, адвокат, един от основателите на Български акционни комитети във Вардарска Македония в годините на Втората световна война.

## Биография
Роден е в Кратово. Внук е на даскал Стефан, учителствал в килиийно училище в Лесновския манастир. Баща му, Янаки, също е учител.
Учи право в Сараево и Париж. Установява се в Скопие, където става адвокат. По време на Скопския студентски процес срещу Македонската младежка тайна революционна организация, той организира адвокатската защита на обвиняемите. След процеса е пребит от сръбски четници в Скопие и е принуден да замине за Загреб. Там обаче е арестуван от властите и изпратен в Белград. С помощта на активисти на комунистическата партия успява да се снабди с документи и да избяга в Австрия, откъдето заминава за България.
Сближава се с Иван Михайлов и става връзка на Вътрешната македонска революционна организация с Усташкото движение през 1928 година. След разтурянето на ВМРО след Деветнадесетомайския преврат през 1934 г., не се занимава с политика.
През април 1941 година, без да дочака капитулацията на Югославия, се връща в Скопие още преди влизането на българските войски в Македония, придружен е от дееца на ММТРО Васил Хаджикимов. Стефанов организира цялата мрежа от Български акционни комитети и става техен председател. В първите моменти на безвластие Стефанов организира местна българска милиция до установяването на редовната българска власт. Едно от постиженията му е издаването на български вестник „Македония“, който става орган на Централния български акционен комитет и приветства анексията на областта от България. В уводната статия на 3 май 1941 г. Стефанов пише:
| „ | За своето обединение в една българска държава българският народ води вековни епични борби и даде безбройни и очевидни жертви. Провидението не забрави българския народ, Господ благослови неговите усилия в неговата свята борба и в неговата историческа мисия. Затова днес българският народ празнува с пълно право най-големия ден на своя живот, своето възкресение от вековното робство – свободата на поробените български земи Македония, Тракия, Добруджа, Моравско, Западните покрайиния и тяхното обединение в силна българска държава. | “ |

След закриването на Българския централен акционен комитет работи като чиновник в Скопие.
След изтеглянето на българските власти през есента на 1944 година застава начело на инициатива за образуване на нова местна милиция, която мобилизира и организира. За него вече е ясно, че идеята за целокупна България е провалена. Но тогава той търси нов изход в старата идея на ВМРО за Независима република Македония. Основава нов вестник под старото име „Македония“, като се противопоставя на идеята за Югославска комунистическа федерация. Същевременно в новото издание на вестника, част от статиите са на български език, а друга част са вече на местното наречие, като се прокарва идеята за Независима Македония.
След идването на власт на комунистите през ноември 1944 година, е арестуван и осъден на 16 години каторга, като лежи в Идризово. При обиколка на вътрешния министър Александър Ранкович Стефанов му заявява:
| „ | Служехме на българския народ, на своя народ! Не правехме никому зло! | “ |

Шефът на ОЗНА Боро Чушкар го събаря и започва да го рита, а Ранкович започва да го бие с юмруци, а Стефанов заявява:
| „ | Удряйте, сръбски кучета!... Тъпчете македонските българи, но и вашият край ще дойде! | “ |

Стефанов е застрелян при инсцениран опит за бягство от Идризово през 1946 година.
Дядо е на актрисата Виолета Донева.